# Нитрит магния
Нитрит магния — неорганическое соединение,
соль магния и азотистой кислоты с формулой Mg(NO2)2,
бесцветные кристаллы,
растворяется в воде,
образует кристаллогидраты.

## Физические свойства
Нитрит магния образует бесцветные кристаллы.
Растворяется в воде и этаноле,
водные растворы неустойчивы и подвергаются сильному гидролизу.
Образует кристаллогидраты состава Mg(NO2)2•n H2O, где n = 1 и 3.

## Химические свойства
- Разлагается при нагревании:

{\displaystyle {\mathsf {Mg(NO_{2})_{2}\ {\xrightarrow {130^{o}C}}\ MgO+NO+NO_{2}}}}